# Carlo Mirabello
«Карло Мірабелло» (італ. Carlo Mirabello) — ескадрений міноносець однойменного типу ВМС Італії.

## Історія створення
«Карло Мірабелло» був закладений 21 листопада 1914 року на верфі фірми «Ansaldo» в Генуї. Спущений на воду 21 грудня 1915 року, вступив у стрій 24 серпня 1916 року.
Свою назву отримав на честь італійського політика та адмірала Карло Мірабелло.   

## Історія служби

### Перша світова війна
Після вступу у стрій 24 грудня 1916 року «Карло Мірабелло» разом з есмінцями «Імпавідо» та «Іпполіто Ньєво» прикривав атаку двох торпедних човнів на Дуррес. Атака була зірвана в останній момент, за три милі від цілі, через пошкодження одного з торпедних човнів.
14-15 травня 1917 року «Карло Мірабелло» брав участь у битві в протоці Отранто.
10 березня 1918 року італійські есмінці  «Карло Мірабелло», «Аугусто Ріботі», «Алессандро Поеріо», «Чезаре Россарол», «Джачінто Каріні», «Піладе Брондзетті»,  «Антоніо Мосто», «Іпполіто Ньєво» та французькі «Каск» мав прикривати атаку торпедних човнів на австро-угорський порт Порторозе. Операція була скасована через погану погоду. Наступна операція 16 березня також була скасована через негоду. Напад 18 березня був скасований, оскільки розвідка доповіла, що австрійський флот залишив порт.
Увечері 12 травня «Карло Мірабелло», «Аугусто Ріботі», «Іпполіто Ньєво» та «Піладе Брондзетті» прикривали атаку торпедних човнів на Дураццо. Внаслідок атаки був потоплений транспорт «Брегенц».
9 листопада разом з «Карло Мірабелло» разом з «Карло Альберто Раккія» брав участь в окупації Лісси. 
Загалом протягом Першої світової війни «Карло Мірабелло» здійснив 67 місій: перехоплення ворожих кораблів, постановки мін, супровід торпедних човнів.

### Міжвоєнний період
У 1920 році на «Карло Мірабелло» 102-мм гармати замінили на нові, такого самого калібру, але з довжиною ствола у 45 калібрів. Тоді ж встановили по дві 76-мм гармати «76/40», які, у свою чергу, згодом замінили на 40-мм гармати «пом-пом». Також були встановлені нові гідрофони та дві установки для скидання глибинних бомб.
15 березня 1924 року «Карло Мірабелло» супроводжував крейсер «Бріндізі», на борту якого перебував король Віктор Емануїл III.
З 24 по 30 жовтня 1924 року «Карло Мірабелло» здійснив похід по довжиною в 11 000 миль, під час якого здійснив заходи в 30 портів Середземномор'я, Атлантичного узбережжя, Північного та Балтійського морів.
З жовтня 1936 року по вересень 1938 року брав участь в Громадянській війні в Іспанії, дислокуючись у західному Середземномор'ї та атлантичних портах Іспанії.
У 1938 році був перекласифікований на ескадрений міноносець.

### Друга світова віна
На початку Другої світової війни «Карло Мірабелло» базувався в Бріндізі разом з однотипним «Аугусто Ріботі». В основному діяв в середній Адріатиці, супроводжуючи конвої в Албанію та Грецію.
31 жовтня «Карло Мірабелло» у складі спеціальної ескадри (італ. «Forze Speciali») брав участь у прикритті атаки на Корфу І потім у висадці десанту у Вльорі, після чого повернувся до супроводу конвоїв.
21 травня 1941 року «Карло Мірабелло» вирушив з Бріндізі разом з допоміжним крейсером «Бріндізі», супроводжуючи у Патри пароплави «Аннарелла», «Лаура С», танкери «Стромболі» і «Анна С».
О 5:40 ранку 21 травня з борту корабля помітили вибух за декілька миль від острова Лефкада в Іонічному архіпелазі. Це підірвався на мінах допоміжний корабель «Пеллегріно Маттеучі». 
На «Карло Мірабелло» почали готувати до спуску рятувальні шлюпки, щоб надати допомогу потерпілим, але у цей момент есмінець сам підірвався на міні, поставленій незадовго до цього британським мінним загороджувачем «Абдель». Внаслідок вибуху був відірваний ніс корабля. Спроби екіпажу врятувати корабель були безуспішними, і об 11:45 корабель затонув за 7 миль від острова Лефкада. Загинуло 44 члени екіпажу, 63 були врятовані крейсером «Бріндізі», решта дістались берега уплав або були врятовані іншими кораблями. 